# جمجمه گویس
جمجمهٔ گویس، جمجمهٔ یکی از انسان‌سایان است که در ۱۶ فوریهٔ سال ۲۰۰۶ میلادی در نزدیکی گویس، یک شاخه از رودخانهٔ آوش در منطقهٔ عفار، اتیوپی کشف شد. قدمت این جمجمه بین ۲۰۰٫۰۰۰ تا ۵۰۰٫۰۰۰ سال تخمین زده شد. این اکتشاف توسط سیلشی سماو، مسوول پروژهٔ پژوهشی دیرین انسان شناسی گونا گزارش شد.
این جمجمه توسط اساهمد هومت، یکی از اعضای پروژهٔ پژوهشی دیرین انسان‌شناسی گونا، کشف شد.

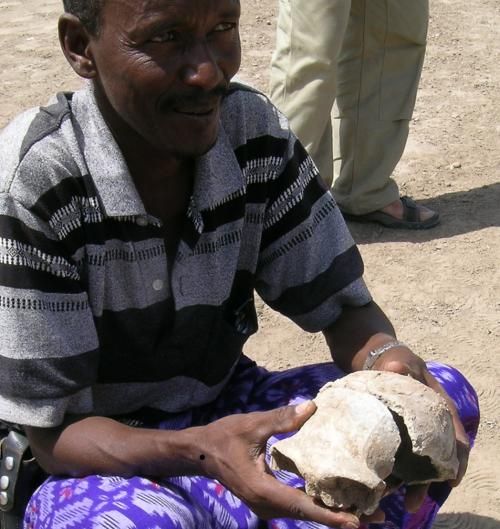
اساهمد هومت، جمجمهٔ گویس را لحظاتی پس از کشف در دستش نگاه داشته‌است.